# Dmitrij Svetozarov
Dmitrij Svetozarov (russisk: Дми́трий Ио́сифович Светоза́ров) (født 10. oktober 1951 i Sankt Petersborg i Sovjetunionen) er en sovjetisk filminstruktør og manuskriptforfatter.

## Filmografi
- Skorost (Скорость, 1983)[1][2]
- Proryv (Прорыв, 1986)
- Psy (Псы, 1989)
- Arifmetika ubijstva (Арифметика убийства, 1991)